# て
て、テは、日本語の音節のひとつであり、仮名のひとつである。1モーラを形成する。五十音図において第4行第4段（た行え段）に位置する。清音の他、濁音（で、デ）を持つ。

## 概要

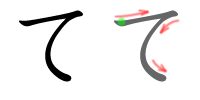
「て」の筆順

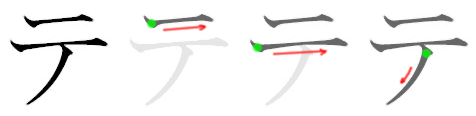
「テ」の筆順

- 現代標準語の音韻: 1子音と1母音「え」からなる音。子音は、次の通り。
  - 清音 「て」: 上歯茎に舌を付けてから離すときに生ずる破裂音。無声。
  - 濁音 「で」: 上歯茎に舌を付けてから離すときに生ずる破裂音。有声。
- 五十音順: 第19位。
- いろは順: 第35位。「え」の次。「あ」の前。
- 平仮名「て」の字形: 「天」の草体
- 片仮名「テ」の字形: 「天」の部分の変形 (厳密には初3画の変形。学研刊『漢字源』JIS第1～第4水準版を見よ)
- ローマ字
  - て: te
  - で: de
- 点字:
- 通話表: 「手紙のテ」
- モールス信号: ・－・－－
- 手旗信号：6→3

- 変体仮名: （帝の崩し字）
- 発音: て[ヘルプ/ファイル]

## て に関わる諸事項
- 「て」は、日本語の接続助詞の一つである。
- 水産業において鯛を「て」と略すことが少なくない。メダイをメて、養殖タイをヨてなど。
- 「ティ」のように書いて、「た」「て」「と」の子音と「い」をあわせた音を表す。かつて、「ち」はこの発音であったが、中世以降現在の音に変化していった。
  - また、「テャ」「テュ」「テョ」のように書いて、「ち」の子音によらず「た」「て」「と」の子音とや行をあわせた拗音のような音を表す。
- 〒（郵便記号）は、旧・逓信省の頭文字をとって、片仮名の「テ」を図案化したものである。
- 片仮名の「テ」は、日本国有鉄道において鉄製有蓋車または展望車を表す記号。
- 「て」は、山梨県の甲州弁で驚いたときに表現される言葉。驚きが増すごとに「て」「ててっ」「てててっ」と変化する。[要出典]